# Новгородска република
Новгородска република (Новгородска земља; рус. Новгородская республика; лат.  или рус. Новгородская Русь), била значајна руска средњовековна држава са центром у Новгороду. Постојала је између 12. и 15. века, и простирала се од Балтика до Урала.
До 1019. до 1020. Новгород је био део Кијевске Русије. Новгородске кнежеве је постављао Велики кнез Кијева, и на то место би обично бирао једног од синова. Новгород је стално имао кључну улогу у политичким дешавањима Кијевске Русије, а примери за то су новгородска подршка Владимиру Великом и Јарославу Мудром. Једна од првих наредби Јарослава Мудрог је била да додели аутономна права и привилегије лојалним Новгорођанима, што је ударило темеље Новгородској републици.
Новгород се развио у моћан и аутономан регионални центар Кијевске Русије, са управом коју је бирало месно грађанство.
Градови Стараја Руса, Ладога, Торжок и Орешек су припадали Новогородској републици. Град Псков је у почетку такође био део ове републике, али је дефакто независан од 13. века. Псковска независност је потврђена Уговором из Болотова из 1348. (види још: Псковска република). Архиепископ Новгорода је и поред тога био архиепископ оба града све до 1589. Између 12. и 15. века Новгородска република се проширила на исток и североисток. Новгорођани су истраживали пределе уз обале језера Оњега, реке Северне Двине и Белог мора. Почетком 14. века истраживали су Арктички океан, Баренцово и Карско море, и околину западносибирске реке Об.
Угарска племена са северног Урала су плаћала данак Великом Новгороду. Земље северно од Новгорода су биле богате крзном, рибом и сољу, и стога су биле економски веома битне за Велики Новгород. Новгорођани су почетком 14. века водили низ ратова против Велике московске кнежевине да би сачувала ове поседе. Неуспех у овим ратовима означио је почетак економског и кутурног пропадања, и краја Новгородске републике.

## Политичка организација
Народно веће, које се окупљало по старословенској традицији, било је највиши политички ауторитет у републици. Ово веће је бирало посаднике, војсковође, а од 1156. и архиепископе. Састојало се углавном од бољара. Архиепископ је имао врховну извршну власт и био је најбогатији феудални господар у Новгороду, са највише земље и највише прихода. Ове надлежности су му пренели кијевски кнежеви. Поред тога, архиепископ је управљао државном благајном, спољним пословима и казненом политиком. У политичком животу Новгородске републике учествовали су и обични трговци и занатлије. Они су стварали удружења која се могу сматрати претечама политичких партија.
Обавезе и права владара Новгорода су били ограничени. Његова главна надлежност је била руковођење војском, при чему није имао право да кажњава. Животом у граду су управљали бирани посадники, који су уједно били посредници између грађана и кнеза. Кнежевска резиденција је премештена из Новгородског кремља (под именом Детињец) у предграђе Городишће. Почев од Александра Невског новгородски кнежеви су бирани међу владарима Владимир-Суздаља.

## Економија
Привреда Новгородске републике се састојала из ратарства, сточарства, коњарства, лова, пчеларства и риболова. Код обала Финског залива копала се руда гвожђа, а више других места је било познато по експлоатацији соли. Главни производи у унутрашњој и спољној трговини републике били су: лан, хмељ, крзно, восак, мед, риба и свињска маст.
Главни извор богатства Новгородске републике била је трговина крзном између Кијевске Русије и Северозападне Европе. Средњовековна сведочанства описују богатство крзненим животињама у крајевима северно од Новгорода описом да су крзнене животиње „падале са неба“. Новгородски трговци су трговали са шведским, немачким и данским градовима. У најраније доба новгородски бродови су пловили по Балтику, о чему говоре древне хронике и археолошки налази православних цркава на Готланду. Ханза није дозвољавала новгородским трговцима да самостално плове и директно испоручују своја добра у западну Европу.

## Име
Држава се звала Новгород и Велики Новгород (рус. Великий Новгород), а облик Суверени Господњи Велики Новгород (рус. Государь Господин Великий Новгород) постао је уобичајен у 15. веку. Новгородска земља и Новгородска волост обично су се односиле на земљу која припада Новгороду. Сама Новгородска република је много каснији појам, иако је држава описана као република још почетком 16. века. Совјетски историчари су често користили термине Новгородска феудална република и Новгородска бојарска република.

## Историја
Новгород је био насељен разним словенским племенима која су често међусобно ратовала за превласт. Међутим, ова племена су се удружила почетком 9. века у покушају да формирају споразумно решење како би прекинули међусобну војну агресију. Новгородска прва хроника, збирка списа који приказује историју Новгорода од 1016. до 1471. године, наводи да су ова племена хтела да „траже кнеза који би могао да влада над нама и да нам суди по закону.“ Новгородска Русија и њени становници су били под великим утицајем викиншке културе и људи.

### Новгородска република
Од касног 11. века Новгорођани су успоставили већу контролу над одређивањем својих правила и одбацили политички зависан однос према Кијеву.
Међу Русима, Новгорођани су први стигли до региона између Арктичког океана и Оњешког језера. Иако не постоји дефинитиван податак о тачном времену њиховог доласка на северне реке које су се уливале у Арктик, постоје хронике у којима се помиње да је једна експедиција стигла до реке Печоре 1032. године, а трговина је успостављена већ 1096. године са Југра племеном.